# La Haye-Saint-Sylvestre
La Haye-Saint-Sylvestre település Franciaországban, Eure megyében. Lakosainak száma 293 fő (2022. január 1.). La Haye-Saint-Sylvestre Bois-Anzeray, Chambord, Mélicourt, Mesnil-Rousset, Notre-Dame-du-Hamel, Saint-Pierre-de-Cernières, La Ferté-en-Ouche és Mesnil-en-Ouche községekkel határos.

## Népesség
A település népességének változása:
| Lakosok száma | 269  | 264  | 243  | 206  | 271  | 278  | 279  | 281  | 286  | 293  |
|               | 1968 | 1982 | 1990 | 2006 | 2013 | 2015 | 2017 | 2019 | 2020 | 2022 |